# Front Polisario

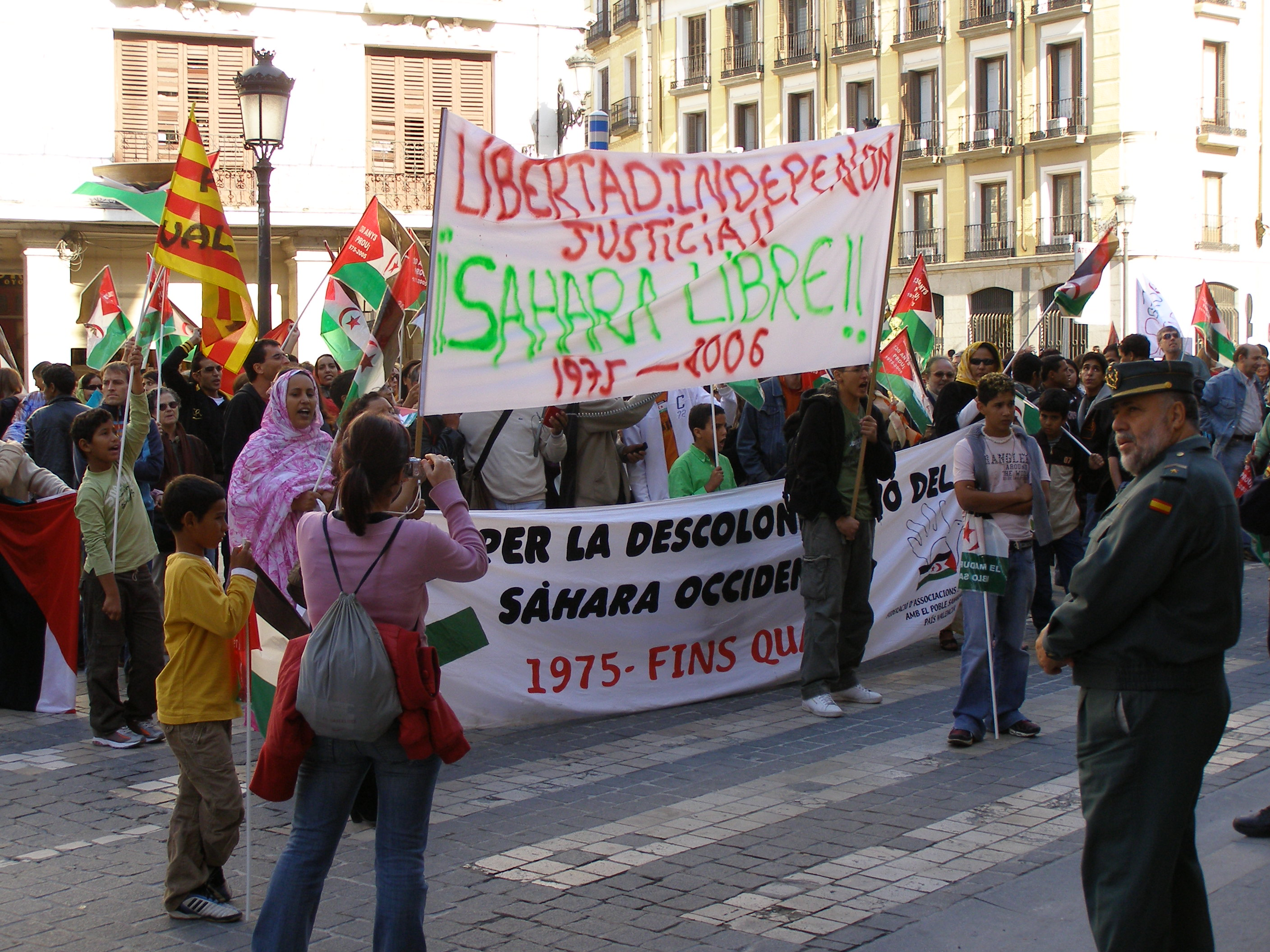
Demonstracja Frontu Polisario w Madrycie, która miała miejsce 11 listopada 2006 roku

Front Polisario (hiszp. Frente POLISARIO = Frente Popular para la Liberación de Saguia el Hamra y Río de Oro, arab. الجبهة الشعبية لتحرير الساقية الحمراء ووادي الذهب = Al-Dżabha asz-Szabija li-tahrir as-Sakija al-Hamra wa-Wadi az-Zahab, pol. Ludowy Front Wyzwolenia Sakiji al-Hamry i Río de Oro) – wojskowa i polityczna organizacja niepodległościowa w Saharze Zachodniej.

## Historia
Front Polisario został założony 10 maja 1973 na terenie Algierii (od której zyskał wsparcie szkoleniowe i zaopatrzeniowe). Założycielem i pierwszym liderem organizacji był Mahfud Ali Bajba. Od chwili powstania Front prowadził zbrojną walkę wyzwoleńczą przeciw trwającej do 1975 roku kolonizacji hiszpańskiej. Po 1976 roku Front rozpoczął kampanię rebeliancką przeciwko Mauretanii i Maroku (które zajęły Saharę Zachodnią po wycofaniu się Hiszpanii na skutek tzw. zielonego marszu).
W 1976 roku działacze Frontu Polisario na kontrolowanych przez siebie terenach ogłosili niepodległość kraju pod nazwą Saharyjska Arabska Republika Demokratyczna. Pierwszym przewodniczącym Rady Rewolucyjnej stojącej na czele państwa był Al-Wali Mustafa as-Sajjid. Po jego śmierci na czele państwa (od 1982 jako prezydent) stanął nowo wybrany lider Frontu Muhammad Abd al-Aziz, który przyjął równocześnie stanowisko przewodniczącego Rady Rewolucyjnej. W odpowiedzi na proklamację niepodległości Marokańczycy rozpoczęli bombardowania obiektów cywilnych za pomocą napalmu, w których zginęło tysiące Saharyjczyków. Do marokańskiej kampanii przyłączył się prezydent Mauretanii Muchtar wuld Dadda oraz Francja, która w latach 1977–1978 prowadziła Operację Lamantin skierowaną przeciw partyzantom. Front Polisario w dalszej mierze popierany był przez skonfliktowaną z Marokiem Algierię (która w 1976 roku zbrojnie starła się z wojskami marokańskimi) oraz Libię prowadzącą (w pierwszych latach działania grupy) zaopatrywanie partyzantów w broń.
W 1979 roku doszło do zawarcia układu pokojowego pomiędzy Frontem a Mauretanią (W 1984 rząd Mauretanii oficjalnie uznał niepodległość Sahary Zachodniej). Zbrojne walki z Marokiem nieprzerwanie trwały, a do końca lat 80. Front Polisario zdołał wyprzeć Marokańczyków na wybrzeża Oceanu Atlantyckiego i opanować około 15% terytorium Sahary Zachodniej. Walki stanęły w miejscu na skutek czasowej normalizacji relacji algiersko-marokańskich, kiedy to Front stracił źródło broni, jakim był rząd Algierii.
W 1991 roku pod auspicjami ONZ Front Polisario i Maroko ogłosiły zawieszenie broni. Zgodnie z porozumieniem o zawieszeniu broni z 1991 roku w Saharze Zachodniej ma się odbyć referendum niepodległościowe. Mimo trwających przygotowań wciąż jednak nie wyznaczono jego dokładnej daty. Sahara Zachodnia podzielona jest murem granicznym na dwie części: zachodnią – kontrolowaną przez Maroko oraz wschodnią (około 1/3 terytorium) – pozostającą w rękach Frontu Polisario, na której obszarze funkcjonuje Saharyjska Arabska Republika Demokratyczna. Obecnie kontrolowany przez Front rząd Sahary Zachodniej znajduje się na uchodźstwie w mieście Tinduf w sąsiedniej Algierii.
W 2016 roku zmarł długoletni przywódca organizacji Muhammad Abd al-Aziz.

## Doktryna ideologiczna
Ugrupowanie od chwili założenia miało charakter lewicowy, świecki i nacjonalistyczny. Do przełomu lat 80. i 90. lewicowość Frontu przybierała skrajny (lecz nie marksistowski) charakter. Z czasem Front odrzucił postulaty budowy społeczeństwa bezklasowego i zaakceptował wolny rynek. Wraz z ideologiczną odwilżą pod koniec lat 80. ruch coraz częściej określał się jako nieideologiczny i niezaangażowany.